# Burgstall Altenburg (Schramberg)
Der Burgstall Altenburg, auch Altfalkenstein genannt, ist eine abgegangene Spornburg über dem Schiltachtal gegenüber der Ruine Ramstein ostsüdöstlich von Tennenbronn, einem heutigen Stadtteil von Schramberg im Landkreis Rottweil in Baden-Württemberg.
Die Burg wurde vermutlich im 11. Jahrhundert für die Herren von Falkenstein als Stammsitz erbaut. Die ehemalige Burganlage zeigt heute nur noch einen tiefen halbrunden Graben.